# 穎陽琴譜
《颖陽琴谱》，古琴谱。清代乾隆十六年李郊撰辑。

## 琴谱介绍
刻本为四卷，卷前有乾隆十八年癸酉夏扶黄序，十七年壬申董榕序，癸酉蔡梦燕序，十六年辛未李志沆序，辛未赵三选序，及辛未李氏自序等。编后有辛未王夢桃、李衍、李旷三跋。序后有凡例、目录。卷一卷二論琴，卷三卷四为琴谱。谱内共收琴曲十二曲。